# Atalaya (provincie)
Atalaya is een provincie in de regio Ucayali in Peru. De provincie heeft een oppervlakte van 38.924 km² en telt 53.819 inwoners (2015). De hoofdplaats van de provincie is het district Raymondi.

## Bestuurlijke indeling
De provincie Atalaya is verdeeld in vier districten, UBIGEO tussen haakjes:
- (250201) Raymondi, hoofdplaats van de provincie
- (250202) Sepahua
- (250203) Tahuanía
- (250204) Yurua

Atalaya · Coronel Portillo · Padre Abad · Purús